# Torneo de Casablanca 2013
El Torneo de Casablanca 2013 o Grand Prix Hassan II es un evento de tenis perteneciente a la ATP en la categoría ATP World Tour 250. Se disputa desde el 8 hasta el 14 de abril. El evento se disputa sobre tierra batida.

## Cabeza de serie

### Individual
| Tenista              | Ranking | Preclasificado |
| Stanislas Wawrinka   | 17      | 1              |
| Kevin Anderson       | 29      | 2              |
| Martin Kližan        | 32      | 3              |
| Benoît Paire         | 33      | 4              |
| Marcel Granollers    | 36      | 5              |
| Jürgen Melzer        | 37      | 6              |
| Daniel Gimeno-Traver | 48      | 7              |
| Albert Ramos         | 51      | 8              |

### Dobles
| Tenista                               | Ranking | Preclasificado |
| Rodo Bedrossian Filip Polášek         | 65      | 1              |
| Lukáš Dlouhý Paul Hanley              | 80      | 2              |
| František Čermák Michal Mertiňák      | 88      | 3              |
| Daniele Bracciali Guillermo Vallarino | 97      | 4              |

## Campeones

### Individual
Tommy Robredo venció a  Kevin Anderson por 7-6(7-6), 4-6, 6-3

### Dobles
Julian Knowle /  Filip Polášek vencieron a  Dustin Brown /  Christopher Kas por 6-3, 6-2